# Maurice Mosa
Maurice Mosa (ur. 1948, zm. 1 sierpnia 2013 w Analamahitsy) – madagaskarski piłkarz i trener piłkarski.

## Kariera klubowa
Występował w miejscowych klubach.

## Kariera reprezentacyjna
Około 1970 grał w reprezentacji Madagaskaru.

## Kariera trenerska
W 1993 został selekcjonerem reprezentacji Madagaskaru. W 2011 ponownie został trenerem kadry Madagaskaru. We wrześniu 2011 został zastąpiony przez Franka Rajaonarisamba.